# Лучано Дзаурі
Лучано Дзаурі (італ. Luciano Zauri; нар. 20 січня 1978, Пешина) — італійський футболіст, що грав на позиції захисника, півзахисника, зокрема за «Аталанту», «Лаціо», а також національну збірну Італії. По завершенні ігрової кар'єри — тренер.

## Клубна кар'єра
Народився 20 січня 1978 року в місті Пешина. Вихованець футбольної школи «Аталанти». Дорослу футбольну кар'єру розпочав 1996 року в основній команді того ж клубу, в якій провів сезон 1996/97 у Серії A, взявши участь у 2 матчах чемпіонату.
Протягом 1997—1998 років захищав на умовах оренди кольори друголігового «К'єво», після чого повернувся до «Аталанти», що на той час також вже змагалася у Серії B. За два роки допоміг бергамській команді повернутися до елітного дивізіону, де відіграв за неї ще три сезони.
2003 року уклав контракт з римським «Лаціо», де провів наступні п'ять років своєї кар'єри гравця. У столичній команді також здебільшого був гравцем основного складу, допоміг їй у розіграші 2003/04 стати володарем Кубка Італії.
Згодом з 2008 по 2011 рік грав за «Фіорентину» і «Сампдорію», після чого ще на півтора сезони повертався до «Лаціо», у складі команди якого, утім, вже виходив на поле лише епізодами.
Завершував ігрову кар'єру у «Пескарі», за яку виступав протягом 2013—2014 років.

## Виступи за збірні
1995 року дебютував у складі юнацької збірної Італії (U-17), загалом на юнацькому рівні взяв участь у 15 іграх.
У 1999 році провів одну гру за молодіжну збірну Італії.
2001 року дебютував в офіційних матчах у складі національної збірної Італії. Наступного року взяв участь ще у чотирьох іграх головної національної команди.

## Кар'єра тренера
По завершенні кар'єри гравця 2014 року залишився у структурі клубу «Пескара», де з 2014 по 2015 рік опікувався командою дублерів.
Згодом працював на різних тренерських посадах у тій же «Пескарі» та в «Удінезе».
Протягом 2019—2020 років був головним тренером основної команди «Пескара», після чого очолив дублюючий склад «Болоньї».

## Статистика виступів

### Статистика клубних виступів
| Сезон                 | Команда               | Чемпіонат           | Чемпіонат | Чемпіонат | Національний кубок | Національний кубок | Національний кубок | Континентальні кубки | Континентальні кубки | Континентальні кубки | Інші змагання | Інші змагання | Інші змагання | Усього | Усього |
| Сезон                 | Команда               | Ліга                | Ігор      | Голів     | Ліга               | Ігор               | Голів              | Ліга                 | Ігор                 | Голів                | Ліга          | Ігор          | Голів         | Ігор   | Голів  |
| --------------------- | --------------------- | ------------------- | --------- | --------- | ------------------ | ------------------ | ------------------ | -------------------- | -------------------- | -------------------- | ------------- | ------------- | ------------- | ------ | ------ |
| 1996–97               | «Аталанта»            | A                   | 2         | 0         |                    | -                  | -                  |                      | -                    | -                    |               | -             | -             | 2      | 0      |
| 1997–98               | «К'єво»               | B                   | 24        | 0         | КІ                 | 2                  | 0                  |                      | -                    | -                    |               | -             | -             | 26     | 0      |
| 1998–99               | «Аталанта»            | B                   | 27        | 0         | КІ                 | 4                  | 0                  |                      | -                    | -                    |               | -             | -             | 31     | 0      |
| 1999–00               | «Аталанта»            | B                   | 32        | 0         | КІ                 | 4                  | 0                  |                      | -                    | -                    |               | -             | -             | 36     | 0      |
| 2000–01               | «Аталанта»            | A                   | 27        | 1         | КІ                 | 8                  | 1                  |                      | -                    | -                    |               | -             | -             | 35     | 2      |
| 2001–02               | «Аталанта»            | A                   | 33        | 1         | КІ                 | 3                  | 0                  |                      | -                    | -                    |               | -             | -             | 36     | 1      |
| 2002–03               | «Аталанта»            | A                   | 33        | 0         | КІ                 | 2                  | 0                  |                      | -                    | -                    |               | -             | -             | 35     | 0      |
| Усього за «Аталанте»  | Усього за «Аталанте»  |                     | 154       | 2         |                    | 21                 | 1                  |                      | -                    | -                    |               | -             | -             | 175    | 3      |
| 2003–04               | «Лаціо»               | A                   | 20        | 3         | КІ                 | 6                  | 0                  | ЛЧ                   | 4                    | 0                    |               | -             | -             | 30     | 3      |
| 2004–05               | «Лаціо»               | A                   | 21        | 0         | КІ                 | 0                  | 0                  | КУЄФА                | 2                    | 0                    | СІ            | 1             | 0             | 24     | 0      |
| 2005–06               | «Лаціо»               | A                   | 37        | 1         | КІ                 | 4                  | 0                  | Інт                  | 4                    | 0                    |               | -             | -             | 45     | 1      |
| 2006–07               | «Лаціо»               | A                   | 36        | 0         | КІ                 | 3                  | 1                  |                      | -                    | -                    |               | -             | -             | 39     | 1      |
| 2007–08               | «Лаціо»               | A                   | 18        | 0         | КІ                 | 3                  | 0                  | ЛЧ                   | 6                    | 1                    | -             | -             | -             | 27     | 1      |
| 2008–09               | «Фіорентина»          | A                   | 18        | 1         | КІ                 | 1                  | 0                  | ЛЧ                   | 8                    | 0                    | -             | -             | -             | 27     | 1      |
| 2009–10               | «Сампдорія»           | A                   | 32        | 0         | КІ                 | 1                  | 0                  |                      | -                    | -                    |               | -             | -             | 33     | 0      |
| 2010–11               | «Сампдорія»           | A                   | 27        | 0         | КІ                 | 1                  | 0                  | ЛЄ                   | 1                    | 0                    |               | -             | -             | 29     | 0      |
| Усього за «Сампдорію» | Усього за «Сампдорію» |                     | 59        | 0         |                    | 2                  | 0                  |                      | 1                    | 0                    |               |               |               | 62     | 0      |
| 2011–12               | «Лаціо»               | A                   | 7         | 0         | КІ                 | 0                  | 0                  | ЛЄ                   | 5                    | 0                    |               | -             | -             | 12     | 0      |
| 2012-січ. 2013        | «Лаціо»               | A                   | 0         | 0         | КІ                 | 0                  | 0                  | ЛЄ                   | 0                    | 0                    |               | -             | -             | 0      | 0      |
| Усього за «Лаціо»     | Усього за «Лаціо»     | Усього за «Лаціо»   | 139       | 4         |                    | 16                 | 1                  |                      | 21                   | 1                    |               | 1             | 0             | 177    | 6      |
| січ.-черв. 2013       | «Пескара»             | A                   | 8         | 0         | КІ                 | -                  | -                  | -                    | -                    | -                    | -             | -             | -             | 8      | 0      |
| 2013–14               | «Пескара»             | B                   | 29        | 0         | КІ                 | 1                  | 0                  | -                    | -                    | -                    | -             | -             | -             | 30     | 0      |
| Усього за «Пескару»   | Усього за «Пескару»   | Усього за «Пескару» | 37        | 0         |                    | 1                  | 0                  |                      | -                    | -                    |               | -             | -             | 38     | 0      |
| Усього за кар'єру     | Усього за кар'єру     | Усього за кар'єру   | 432       | 7         |                    | 43                 | 2                  |                      | 30                   | 1                    |               | 1             | 0             | 506    | 10     |

### Статистика виступів за збірну
| Дата       | Місто    | Господарі | Результат | Гості                | Турнір            | Голи | Примітки |
| ---------- | -------- | --------- | --------- | -------------------- | ----------------- | ---- | -------- |
| 5-9-2001   | П'яченца | Італія    | 1 – 0     | Марокко              | товариський матч  | -    | 62'      |
| 21-8-2002  | Трієст   | Італія    | 0 – 1     | Словенія             | товариський матч  | -    | 76'      |
| 12-10-2002 | Неаполь  | Італія    | 1 – 1     | Сербія та Чорногорія | Відбір до ЧЄ 2004 | -    | 80'      |
| 16-10-2002 | Кардіфф  | Уельс     | 2 – 1     | Італія               | Відбір до ЧЄ 2004 | -    | 90'      |
| 20-11-2002 | Пескара  | Італія    | 1 – 1     | Туреччина            | товариський матч  | -    | 78'      |
| Усього     |          | Матчів    | 5         |                      | Голів             | 0    |          |

## Титули і досягнення

### Як гравця
- Володар Кубка Італії (1):

«Лаціо»: 2003–2004

### Як тренер
- Володар Суперкубка Мальти (1):

«Хамрун Спартанс»: 2023